# Ташкирмень
Ташкирмень — село в Лаишевском районе Татарстана. Административный центр Макаровского сельского поселения.

## География
Находится в западной части Татарстана на расстоянии приблизительно 10 км по прямой на юго-запад от райцентра города Лаишево на берегу Куйбышевского водохранилища недалеко от бывшего устья реки Мёша.

## История
Известно с периода Казанского ханства. В начале XX века здесь располагалось волостное правление и Гурьевская церковь (1895—1914), школа. Предполагается, что жители Ташкирмени были обращены в православие ещё при первом Казанском архиепископе Гурие.

## Население
Постоянных жителей было: в 1782 — 193 души мужского пола, в 1859 — 835, в 1897 — 1220, в 1908 — 1341, в 1920 — 1444, в 1926 — 1526, в 1938 — 954, в 1949 — 643, в 1958 — 634, в 1970 — 563, в 1979 — 584, в 1989 — 549, в 2002 — 552 (татары 95 %, в основном крещёные татары), 499 — в 2010.

## Достопримечательности
Сараловский кластер Волжско-Камского государственного природного биосферного заповедника.